# 全国中学生テープ大賞
旺文社＆ソニー 全国中学生テープ大賞（おうぶんしゃアンドソニー・ぜんこくちゅうがくせいテープたいしょう）またはソニーディスク＆テープ大賞（ソニーディスクアンドテープたいしょう）は、旺文社とソニーが1999年まで行っていた中学生、または中学生及び高校生のオーディオ、ビジュアル、Web技術に関して、学校または個人に対して表彰される賞である。

## 賞品
- 1987年度大賞 個人に対してCDラジカセ[1] 、学校に対して8mmビデオカメラ
- 1998年オーディオ大賞 MDウォークマン、MDパーソナルコンポ、録音用MD10枚、オーディオテープ10巻
- 1998年ビデオ大賞 8ミリビデオカメラ、ビデオ編集機、8ミリビデオテープ10巻
- 1998年パソコン大賞 VAIOノート
- 1998年各部門賞 MDパーソナルコンポ、録音用MD10枚
- 1998年度佳作 オーディオテープ10本

## 受賞
- 1987年度 - 大賞 (足立区立第四中学校2年生)
- 1997年度（1998年3月） - グランプリ（益田市立高津中学校3年生）[2]、ベスト作曲賞 北鎌倉女子学園中学校[3]
- 1998年度（1999年1月）- ビデオ部門佳作（延岡市立三川内中学校）[4]
- 1999年度 - ホームページ部門 部門賞（千葉学芸高等学校）[5]